# آب برای فیل‌ها (فیلم)
آب برای فیل‌ها (به انگلیسی: Water for Elephants) عنوان فیلمی است با ژانر درام، به کارگردانی فرانسیس لارنس. این فیلم محصول کشور آمریکا و با بازی رابرت پتینسون، کریستوف والتس و ریس ویترسپون می‌باشد. این فیلم بر اساس رمانی به همین نام اثر سارا گرون ساخته شده است. داستان فیلم مربوط به دوران دهه ۱۹۳۰ است.

## خلاصه داستان
یک دانشجوی رشته دامپزشکی، بعد از کشته شدن پدر و مادرش، درس و تحصیل را رها می‌کند و مشغول به کار در یک سیرک سیار می‌شود.

## بازیگران
- ریس ویترسپون
- رابرت پتینسون
- هال هالبروک
- کریستف والتس
- تای
- جیمز فرین
- پل اشنایدر
- کن فوری
- تیم گونی
- مارک پووینلی
- اسکات مک‌دونالد
- جیم نورتون
- ریچارد بریک
- سم اندرسون
- جان ایلوارد
- برد گرینکویست
- آگی